# HMS Adventure (M23)
«Едвенчур» (M23) (англ. HMS Adventure (M23) — військовий корабель, мінний крейсер-мінний загороджувач, один свого типу, що входив до складу Королівського військово-морського флоту Великої Британії у часи Другої світової війни.

## Історія створення
«Едвенчур» був закладений 29 листопада 1922 року на верфі компанії Vickers Limited у Барроу-ін-Фернес. 18 червня 1924 року корабель він був спущений на воду, а 2 жовтня 1926 року увійшов до складу Королівських ВМС Великої Британії.

## Історія служби
Після початку Другої світової війни, 3 вересня мінний крейсер «Едвенчур» із загороджувачами «Гемптон» і «Шеппертон» розпочали постановку перших мінних полів у протоці Па-де-Кале. 8 жовтня 1939 року на мінах підірвався та затонув німецький підводний човен U-12, 13 жовтня — U-40 і 24 жовтня — U-16.
11 вересня мінний крейсер «Едвенчур», допоміжні мінні загороджувачі «Гемптон» та «Шеппертон», під прикриттям крейсера «Каїр» здійснювали постановку мінних полів у протоці Па-де-Кале.
13 листопада британський есмінець «Бланш», під час руху з однотипним «Базіліск» і мінним загороджувачем «Едвенчур», здійснювали патрулювання, коли о 5:25 на міні, встановленої німецькими есмінцями в естуарії Темзи, підірвався «Едвенчур» зазнавши серйозних пошкоджень. Загинуло 23 члени екіпажу. Есмінці надалі допомогу та забезпечили взяття його на буксир. Але, о 8:10 на міні підірвався вже «Бланш» і швидко затонув. Це був перший британський есмінець, утрачений під час війни.
У червні 1944 року «Едвенчур» діяв у забезпеченні сил флоту, виконував завдання з ремонту пошкоджених десантних кораблів та десантно-висадочних засобів. Його ремонтні бригади забезпечували відновлення та ремонт суден протягом Нормандської операції.